# Mesochorus masoni
Mesochorus masoni là một loài tò vò trong họ Ichneumonidae.